# بيدرو نيفيس
بيدرو نيفيس (بالبرتغالية: Pedro Neves‏) هو لاعب كرة قدم برتغالي في مركز الدفاع، ولد في 6 أكتوبر 1981 في لشبونة في البرتغال. لعب مع ألفيركا.

## وصلات خارجية
- بيدرو نيفيس على موقع قاعدة بيانات كرة القدم.إي يو (الإنجليزية)
- بيدرو نيفيس على موقع Soccerway.com (الإنجليزية)
- بيدرو نيفيس على موقع عالم كرة القدم.نت (الإنجليزية)